# لیمینگتون (یوتا)
لیمینگتون (به انگلیسی: Leamington) شهری در ایالت یوتا کشور ایالات متحده آمریکا است که جمعیت آن در سرشماری سال ۲۰۱۰ میلادی، ۲۲۶ نفر بوده‌است.